# Leo Bloch
Leo Bloch (Breslávia, 26 de março de 1864 - Viena, 8 de abril de 1920) foi um filólogo clássico alemão, arqueólogo clássico e professor. 

## Vida
Leo Bloch estudou filologia, história da arte e arqueologia à partir de 1883 na Universidade de Leipzig,  e em 1888 realizou seu doutorado em pintura de vasos gregos. De 1895 a 1906, foi professor particular de arqueologia e mitologia na Universidade de Zurique, e em 1902-1903 assumiu o cargo de diretor da escola secundária de meninas de Eugenie Schwarzwald em Viena. No outono de 1911, ele fundou sua própria escola sob o nome de liceu para meninas no 18º Distrito, em 1916 o colégio recebeu o nome de " Währinger escola secundárial para garotas". 
Ele também apareceu como tradutor do escritor norueguês Alexander Lange Kielland (1849-1906) e do historiador cultural dinamarquês Troels Frederik Troels-Lund (1840 - 1921). 